# Ludwig Lichtschein
Ludwig Lichtschein (Komárno, ... – Buda 1886) è stato un rabbino ungherese.

## Biografia
Lichtschein nacque a Komorn, studiò presso Pápa, ed è stato assessore rabbinico presso Austerlitz, Nagykanizsa, e Esztergom. Dal 1876 fino alla sua morte fu rabbino a Somogy-Csurgo.

## Opere
- A Zsidók Kőzép és Jelenkori Helyzetők (Gross Kanizsa, 1866).
- Die Dreizehn Glaubensartikel (Brünn, 1870).
- Der Targum zu den Propheten (in Stern's Ha-Meḥaḳḳer, i)
- Der Talmud und der Socialismus (ib. iii); Kossuth Lajos és a Sátoraljaúhelyi Rabbi (in Magyar Zsidó Szémle, 1885), Sátoralja-Ujhely.